# 京台高速铁路
京台高速铁路，简称京台高铁，是中华人民共和国的国家铁路局計劃连接中华人民共和国北京市和中華民國台北市的高速铁路。线路实际由北京南站至平潭站，其北京至福州段又称京福高速铁路，并已建成通车，北京至蚌埠段（与京沪高铁并线）2011年6月30日通车，蚌埠至合肥段2012年10月16日通车，合肥至福州段于2015年6月28日建成通车。至此，北京至福州最快可7小时44分直达。2020年12月26日，福州至平潭段通车，目前中國大陆段已全線通車。
京台高速铁路作为京台快速客运通道，是中国大陆“四纵四横”客运专线网的其中“一纵”，其北京至福州段已通车。京台高速铁路是由数条铁路组成的铁路系统，包括京沪高速铁路的北京-蚌埠段、合蚌客运专线、合福客运专线，到达福州。该高速铁路按时速300公里及以上的标准设计，为电气化双线铁路。
2008年3月，铁道部和福建省人民政府在北京签署了《關於加快海峽西岸經濟區鐵路發展的會議紀要》，其中包括京台、昆台两条主要高速铁路建设计划。国家發改委在2016年7月20日發表的中長期鐵路網規劃，已明確將京台高鐵列入八條縱向的「主通道」之一，將成為未來中國高速鐵路網的骨架。国务院在2017年2月28日发布了《国务院关于印发“十三五”现代综合交通运输体系发展规划的通知》，将京台铁路纳入“十纵十横”综合运输大通道中的北京至港澳运输通道。
由於臺灣海峽中線以東海域歸中華民國管轄，涉及臺灣的部分，屬中國大陸方面單邊設想，從未獲中華民國政府認可。

## 线路

### 北京-蚌埠段
京沪高速铁路由北京南站至上海虹桥站，全长1318公里，设计的最高速度为380km/h，实际运营时速350km/h。京沪高速铁路于2008年4月18日开工建设，并于2011年6月30日通车。其中北京至蚌埠段和京台高速铁路共线。

### 蚌埠-合肥段
合蚌客运专线全长131千米，客运专线，设计时速为350公里，工程于2009年1月8日开工建设，于2012年10月16日通车营运。

### 合肥-福州段
合福客运专线全长813千米，客运专线，设计时速为350公里，工程于2009年12月22日正式开工建设，2015年6月28號全线通車。

### 福州-平潭段
福平铁路由福州站至平潭岛，全长90.4公里，设计时速200公里，于2020年12月26日通车。

### 平潭-台北段
平潭至台北段為跨海路段，是中國國家高速鐵路網的计划路段，先行預留隧道入口。
當前因為臺海現狀政治問題而未動工，由于工程本身存在技術挑戰，如跨海距离长、接近地震带等，以及安全性、經濟性方面的評估沒有進行，跨海路段可能性甚低。時任中華民國行政院院長張善政於2016年3月在立法院受質詢時公開表示此工程台湾段建設「不可能發生」。

## 外部連結
- 京台高鐵福州段 提前動工 - 好玩鐵道 - 全國最大交通資訊平台 (TRC)